# Pischelsdorf am Kulm
Pischelsdorf am Kulm é um município da Áustria, situado no distrito de Weiz, no estado da Estíria. Tem 28,14 km² de área e sua população em 2019 foi estimada em 3.689 habitantes.